# لوح آنخ آف نا خونسو

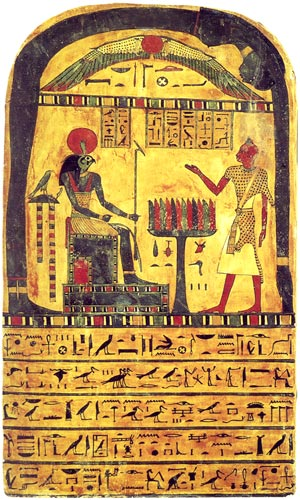
لوح افشا

لوح آنخ آف نا خونسو (که به آن لوح افشا و لوح ۶۶۶ نیز می‌گویند) به وسیلهٔ آلیستر کراولی و همسرش رز در موزه بولاک در ۱۸ مارس ۱۹۰۴ در قاهره پیدا شد. رز ادیت دو روز قبل طی اتفاقاتی که در هتل افتاد پیام «آنان منتظر تو هستند» را از طرف هورس به کراولی انتقال داد. وقتی آلیستر کراولی او را برای تصدیق پیام به موزه برد تا گویندهٔ پیغام را تشخیص و به او نشان دهد، رز از بین تمامی تصویرهای خداوندگار هوروس روی لوح مراسم تدفین آنخ آف نا خونسو متوقف شد. چیزی که کراولی را تکان داد این بود که آن بدون شک نشان دهندهٔ هورس بود و شمارهٔ تابلوی نمایشگاه بالای آن ۶۶۶ بود، شماره ای که در انجیل مسیحیان دارای بار معنایی مهمی است. کشف لوح افشا قدم مهمی در وقایعی بود که منجر به نوشتن کتاب شریعت شد.

## مشخصات لوح
لوح افشا به وسیلهٔ یک موبد مصری خدای منتو به نام آنخ آف نا خونسو (یعنی او در خونسو زندگی می‌کند) درست شده بود، که در سلسلهٔ بیست و ششم (حدود ۷۲۵ قبل از میلاد) در تبس زندگی می‌کرد. این یک لوح تدفین است که برای مراسم مرگ وی درست شده بود. چوبی است، پوشیده شده از گچ است و در دو طرف آن نقاشی شده‌است. بالای آن به صورت مدور درست شده و ابعاد آن ۵۱/۵ در ۳۱ سانتیمتر است.

### روی لوح
روی لوح شامل اشکال زیر است:
- نوت: به صورت خمیده در بالای لوح وجود دارد. او الههٔ آسمان شب است.
- هدیت: صفحهٔ گرد بالدار، که در کتیبه با عبارت «خدای بزرگ، سرور آسمان» اشاره شده‌است.
- هورس: خدای خورشیدی قوش-سر، نشسته بر تختش.

در کتیبه آمده: «را هور خوئیت، سالار خدایان» آنخ آف نا خونسو در پیشگاه هورس ایستاده‌است. کتیبه در مورد او می‌گوید: «کشیش درگشتهٔ منتو، سرور تبس، توجیه شده‌ای که درهای آسمان بر او در کارناک باز هستند، آنخ آف نا خونسو.»
در محراب که شامل پیشکشی‌ها است، نان، شراب، احشام و ماکیان نشان داده شده‌است.